# T’ongil-Markt
Der T’ongil-Markt (kor. 통일시장) ist eine Markthalle in der nordkoreanischen Hauptstadt Pjöngjang im Stadtteil Rakrang-guyŏk. Nördlich befindet sich der Taedong-gang und in südlicher Richtung erreicht man die T’ongil-Straße (Straße der Wiedervereinigung, von 통일: T’ongil, d. h. „Wiedervereinigung“). Er wird auch als Markt der Wiedervereinigung bezeichnet.

## Geschichte
Nachdem Kim Jong-il im März 2003 aufgrund der stagnierenden Wirtschaft Nordkoreas halbwegs freien Handel auf Marktplätzen erlaubt hatte, wurde der T’ongil-Markt als erster dieser Art am 1. September 2003 eröffnet. Er ist mit einer Fläche von über 6.000 m² und 1.500 Ständen einer der größten des Landes. Es handelt sich um einfache Hallen mit charakteristisch halbrunden blauen Dächern.
Seit dem ersten Quartal 2011 befindet sich in unmittelbarer Nachbarschaft der Sitz von Hana Electronics. 2016 wurde ein großes Einkaufszentrum in nächster Nähe eröffnet.

## Warenangebot
Der Markt ist in drei Zonen unterteilt:
- Landwirtschaftliche Erzeugnisse und Fisch
- Nahrungsmittel und Kleidung
- Metallwaren und Geräte

In jeder Zone gibt es Büroräume, Geldwechsler und Imbissstände. Der Markt ist auch für Ausländer zugänglich, es sind sehr viele chinesische Händler anzutreffen. Jeder Händler muss eine Art Standgebühr zahlen, die Preise zwischen Kunden und Verkäufer werden ausgehandelt.